# Antaretra
Antaretra is een plaats en gemeente in Madagaskar gelegen in het district Ifanadiana van de regio Vatovavy-Fitovinany. Er woonden bij de volkstelling in 2001 ongeveer 10.000 mensen.
In de plaats is basisonderwijs beschikbaar. 97% van de bevolking is landbouwer. Het belangrijkste gewas is rijst, maar er wordt ook koffie, lychee en cassave verbouwd. 3% van de bevolking is werkzaam in de dienstensector.